# 만경봉호
만경봉호(萬景峰號, 일본어: 万景峰号 만케이호고[*])는 조선민주주의인민공화국에서 건조한 페리선이다. 최초의 만경봉호는 1971년 폴란드에서 건조되어 재일 조선인의 북송선으로 이용되었으며, 이 만경봉호가 노후화됨에 따라 1992년에 김일성의 80번째 생일을 기념해서 만경봉-92가 신규 건조되었다. 본 문서는 두 배를 모두 통칭해 부른다.형식적으로는 원산시에 있는 해운회사가 소유한 여객선으로, 주로 일본의 니가타시와 조선민주주의인민공화국의 원산시를 운항하였다. 여객선명은 평양직할시 교외에 위치한 만경봉에서 따왔다.

## 배경

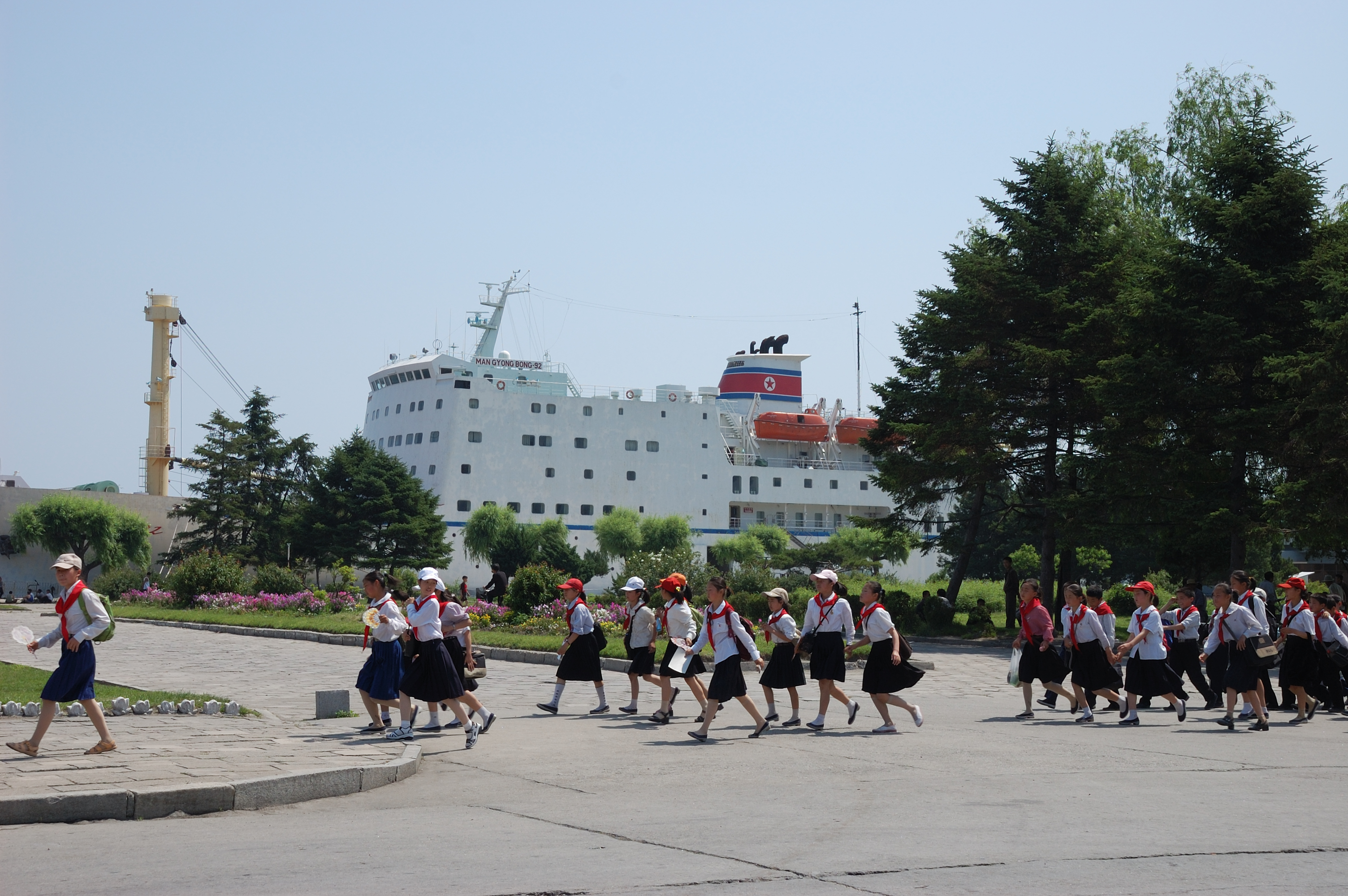
등교하는 아이들 옆의 만경봉호.

1992년에 건조되었으며, 만경봉호의 건조비용은 모두 재일본조선인총련합회의 자금에 의해서 조달되었다.

### 다대포항 입항
2002년 아시안게임 당시 조선민주주의인민공화국 응원단을 태운 만경봉호가 다대포항에 입항한 바 있다. 이를 기념하기 위하여 부산광역시 사하구 다대동 1585번지 일원에 통일아시아드 공원이 2008년 12월 7일 준공되었다.

### 묵호항 입항
2018년 동계 올림픽 당시 응원단과 인력을 태운 만경봉호가 임시로 묵호항에 입항하였다.

### 근황
2011년에는 나진~고성(장전) 금강산지구간 항로에 투입되는 여객선으로 활용되었다. 2014년 보도에 따르면, 나진항 2번 부두에 정박된 채 녹슬어가고 있다고 한다.

## 같이 보기
- 삼지연호
- 재일본조선인총련합회
- 재일조선인 북송사업
- 디어 평양(양영희)
- 우리 학교(김명준 (영화 감독))